# アマルガム

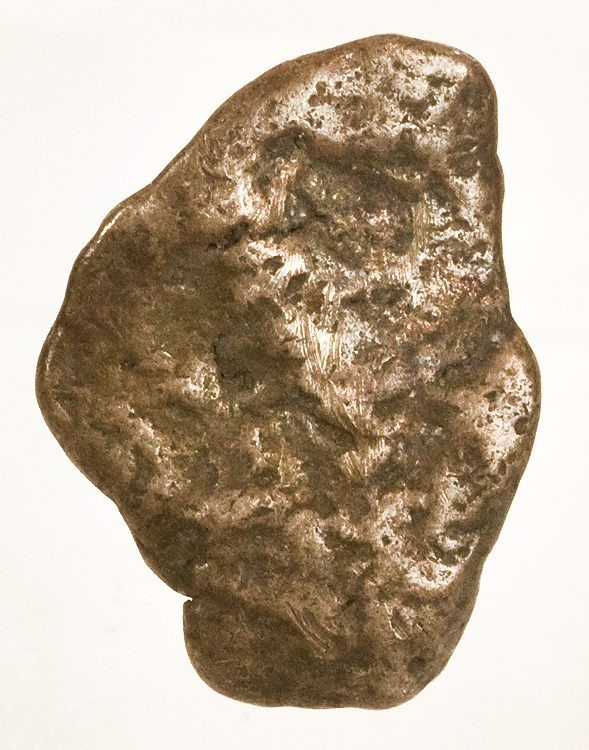
天然の水銀と銀のアマルガムであるアルケライト

アマルガム（amalgam）は、水銀と他の金属との合金の総称である。
広義では、混合物一般を指す。水銀は他の金属との合金をつくりやすい性質があり、常温で液体になる合金も多い。

## 語源、英語での関連用語
アマルガムという語は、約1400年頃に使われるようになった。中世ラテン語のamalgamaまたは、古フランス語のamalgameを語源とする。
それらの語源は、ギリシャ語の「やわらかいかたまり」を意味するmalagmaまで遡る。別の説では、アラビア語のal-malghamから来た可能性も指摘されている。
- amalgamate（動詞）：アマルガメイト
訳：水銀と化合させてアマルガムにする、（会社が）合同[合併]する、（人種・思想が）混交[融合]する
1640年代から50年代にアマルガムを動詞として使用する為に、語形変化した[2]。
- amalgamation（名詞）：アマルガメーション
訳：アマルガムにすること、合併、融合
1610年代に、アマルガムの古語から名詞に変化した[3]。

## 歯科治療用
アマルガムは歯科修復材料として知られる。アマルガムが歯科修復材料として使われだしたのは1826年のフランスといわれる。現在はあまり使われていない。

### 銀スズアマルガム
現在使われているもので、銀とスズの合金に銅や亜鉛を添加した粉末を、水銀で練ったものである。歯質との接着性はないが、硬化時に膨張するためぴったり患部をふさげることや、なにより手軽で安価なことが長所であるが、見た目が金属色（銀灰色）で目立つこと、そして水銀が溶け出すおそれがあることが短所である。
銀スズ合金と水銀との反応はアマルガメーションと呼ばれる。反応は銀スズ合金粉末内に水銀が拡散し、合金の表面と水銀が反応する過程を経て中心に未反応部分を残しながら結晶化する。
- 反応式（非平衡）
  - {\displaystyle {\ce {Ag3Sn + Hg -> Ag2Hg + Sn_x Hg + Ag3Sn}}}
  - {\displaystyle {\ce {\gamma + Hg -> \gamma_1 + \gamma_2\ + \gamma}}}

### 銅アマルガム
銅と水銀の合金に少量の錫か銀が添加されている。銅や水銀の溶出などの問題があり、現在は使用されていない。

## 金アマルガム法による鍍金
日本で古墳時代以来使われているめっき法で、「消鍍金（けしめっき）」などと呼ばれた。
水銀は常温で液体状態にある金属である。水銀に金を近づけると溶けるように金を吸い込み、金アマルガムになる。金アマルガムから、鹿皮や反古紙などによって余分な水銀を搾り出し硬度を調整する。鍍金を施す銅の表面を磨き上げ梅酢などで清浄し、均一に延ばし火にかざすと水銀の色が抜けて金色に変化する。およそ350℃で水銀が蒸発するためである。この状態では鍍金表面には細かい粒子凹凸が残っているので、鉄ヘラのようなもので丁寧に平均化する、ヘラ磨きという作業を行い完成する。
古墳発掘の副葬品は既に錆に覆われた銅や青銅が多いが、表面に金アマルガム粒子の残留やヘラ磨きの痕跡があり、鍍金加工がされていたと考えられている。
水銀は人体にとって有害であり、水銀を蒸気にして大気中に飛ばすことは危険である。現在では水銀の回収装置のない状況でのこの作業は禁止されている。
奈良の大仏の金めっきにおいてもこの方法が用いられたが、水銀蒸気による水銀中毒が作業者に多発したものと想像されており、小説などの題材になっている（例：帚木蓬生『国銅』）。

## 金銀鉱石のアマルガム法による精錬
粉砕した鉱石をさらに微細な粒になるまで挽き、これに水を加えて練り水銀とともに撹拌すると鉱石中の金銀が水銀に溶け込むので、これをキューペル（灰吹き皿）にのせて加熱する。水銀が蒸発し不純物がキューペルに吸収されたあとに金銀の合金が得られる。この際水銀の蒸気は集めて冷却し回収する。この手法は、水銀の蒸気を扱うため作業員や周辺環境への負荷が大きく、21世紀における工業的精錬手法では用いられていない（シアン化物を利用した青化法へ移行）。しかしながら発展途上国の個人、小規模事業者の中では、依然として簡易な手法として着目され利用されており、環境汚染が懸念されている。

### 銀とアマルガム
銀鉱山でのアマルガム法の実用化は、1556年のメキシコで発明されたパティオ法にまで遡る。しかし、法律の関係で実用化にはならず、実際の実用化は1572年のカホネス法となる。カホネス法とパティオ法との最大の相違は、アマルガム工程で「加熱」していた点である。この手法の導入で、従来の手法の4倍の効率で銀の採掘がなされるようになった。
1609年になると、鉱石と水銀と塩を浅い銅鍋で加熱する鍋混澒法が発明され、この手法は19世紀まで続いた。

## 広義のアマルガム
軍事史におけるアマルガムでは、1792年のフランス革命戦争勃発により、フランス革命政府は、軍隊を増強するために大量の志願兵を受け入れる必要に迫られた。このとき、軍隊の規模を一挙に拡大しつつ質を維持する目的で採用されたのがアマルガム制度である。アマルガムは前述のように「混ぜ合わせる」の意味で、熟練兵からなる1個大隊と未熟練の志願兵からなる2個大隊とを “合わせた” ことに由来する。この部隊規格は半旅団（Demi-brigade、准旅団とも訳される）とされ、それまでの連隊制度に代わるものとした。
しかし、1803年にナポレオン・ボナパルトが連隊制度を復活させたため、既存の半旅団は逐次連隊に再改変され、半旅団は暫定的な臨時編成部隊か補助部隊にのみ使用される単位となった。現在でも半（准）旅団を名乗る部隊は、フランス外人部隊の一部でアブダビに駐屯する第13外人准旅団のみである。

## インド錬金術
インドでは、水銀はシヴァ神の精子でできているとされ、ラサシャストラという錬金術書にしたがって、水銀アマルガム製の仏像（parad shivalingam）やラサマニ（rasa mani、水銀宝珠）と呼ばれるアクセサリーが製作されている。